# 笠覆寺
笠覆寺（日語：りゅうふくじ），是位於日本愛知縣名古屋市南區笠寺町，祭祀十一面觀音本尊的真言宗智山派佛寺，山號為天林山，一般熟悉的通稱為笠寺觀音（かさでらかんのん）。尾張四觀音之一，也是尾張三十三觀音、名古屋二十一大師和名古屋七福神等等靈場的禮所。 （页面存档备份，存于）

## 歷史
根據寺傳，在天平5年（733年，一部分文獻則是天平8年、736年），僧人善光（或禪光）將被打上岸邊的漂流木雕刻成十一面觀音，並在現在名古屋南區粕畠町一地祭祀，而建立了天林山小松寺為其開始。
之後經過一世紀以上，廟宇腐朽，觀音像也暴露雨中。有次，旅途中經過於此的藤原兼平（藤原基經之子，875年-935年），看到了在雨天為此觀音像蓋上斗笠的女子，將她帶回命名為玉照姫，並娶她為妻。因這個緣分兼平和妻子在現在的位置祭祀觀音像，建立寺院，因以笠覆寺，也就是笠覆寺的名稱由來。有關笠寺的通稱、地名等都源由於此。
在鎌倉時代派生了塔頭寺院，由僧人阿願在寺内建造了鐘樓，鑄造了尾張三大著名古鐘之一的梵鐘。這個鐘有建長3年（1251年）的銘文，被指定為愛知縣的有形文化資產，在大晦日也就是除夕之鐘，可以由參拜者親自撞鐘。
明治時代初期因廢佛毀釋等其他影響，經歷一陣子的荒廢，昭和時代因住持等人的努力，而恢復興盛至今。因為藤原兼平和其妻子的故事，有許多前來求姻緣的參拜者。
這裡也是尾張三十三觀音、名古屋二十一大師的禮所，另外在昭和30年左右，在名古屋市觀光協會的幫助下，成為大名古屋十二支惠當寺之一，成為代表巳年普贤菩萨的靈場；在昭和62年則成為名古屋七福神中的惠比壽靈場。　

## 例行
- 2月節分會進行撒豆儀式。
- 每月18日為觀音的緣日，會進行祈福。
- 每月逢「6」為「祈願日」（6,16,26日），會進行祈福，並在境内青空市『六之市』召開（遇雨中止）。
- 每月第四個星期六（8月、2月除外），會舉辦「觀音市集」（かんのんひろば）（遇雨中止）。若第四個星期六適逢26日（六の市）の的話，則改在第三個星期六舉行，屆時會有許多手作小物和安心安全的食材並列於參道。 （页面存档备份，存于）
- 每年8月9日為大功德日「九萬九千日（くまんくせんにち）」，會進行祈福。夜間會出現許多店家營業，會有盆踊、或當地中學校的爵士樂隊等等演奏會表演。

## 境内
- 本堂 - 本尊十一面觀音像為秘佛，開帳為8年一次（最近開帳在2014年4月）。
- 護摩堂 - 連結本堂東側。安放了弘法大師、不動明王、惠比須、大黒天等等雕像。
- 醫王殿（藥師堂） - 安放有藥師佛像
- 善光寺堂 - 安放有阿彌陀佛像
- 多保塔 - 安放有阿彌陀如來像
- 役行者堂
- 延命地藏堂
- 白山社
- 六地藏堂
- 稻荷社 - 荼吉尼天

- 放生池 - 通稱為「龜池」。有許多烏龜棲息，該地的象徵，周邊居民曾進行生態調査。在2010年開始以井水供給。

## 圖片集
- 本堂（從西側）
- 本堂（從東側）
- 放生池和仁王門
- 仁王門
- 西門
- 多寶塔
- 鐘樓
- 放生池
- 西方院山門（笠覆寺塔頭之一）
- 西方院本堂（笠覆寺塔頭之一）
- 西方院堂宇（笠覆寺塔頭之一）
- 泉增院境内（笠覆寺塔頭之一）
- 泉増院堂宇（笠覆寺塔頭之一）
- 東光院山門（笠覆寺塔頭之一）
- 東光院本堂（笠覆寺塔頭之一）
- 東光院天滿宮（笠覆寺塔頭之一）

## 文化資產
重要文化財（國家指定）
- 色紙墨書妙法蓮華經 卷第五

愛知縣指定有形文化財
- 笠覆寺文書
- 梵鐘
- 木造十一面觀音菩薩立像

- 銅造十一面觀世音和六稜式廚子及古甕 附:高力種信筆出現緣起 2張

名古屋市指定文化財
- 本堂
- 山門（仁王門）
- 多寶塔
- 鐘樓

## 交通方式
- 名鐵名古屋本線・本笠寺駅起徒步約3分
- 名古屋市營巴士・笠寺西門停留所起徒步約1分
  - 經由新瑞13・新瑞14・神宮16（南巡回）。另外，每年2月3日會在大須觀音和新瑞橋站及笠寺西門（笠寺站）有臨時急行巴士會通過。
- 名古屋市營地下鐵櫻通線・櫻本町站起徒步約15分
- JR東海道本線・笠寺站起徒步約20分

## 其他
仁王門、本堂、西門、多寶塔、鐘樓，在1992年（平成4年）10月5日被指定為名古屋市的都市景觀重要建築物。另外，手水舍在2012年（平成24年）2月29日被登錄為登錄地域建造物資産。

## 註腳
1. ↑  .   [2019-01-25]. （原始内容存档于2016-03-04）.
2. ↑  .   [2019-01-25]. （原始内容存档于2016-10-23）.
3. ↑  . 住宅都市局都市計画部都市景観室 (名古屋市). 2012年9月25日  [2012年11月26日]. （原始内容存档于2013年4月4日）.
4. ↑   (PDF). 名古屋市. 2013-11-28  [2014-03-09]. （原始内容 (PDF)存档于2014-03-09）.

## 外部連結
- 笠寺観音公式網站 （页面存档备份，存于）
- 名古屋市官方網站（笠覆寺） （页面存档备份，存于）